# God of War: Ragnarök
God of War: Ragnarök is een computerspel ontwikkeld door Santa Monica Studio en uitgegeven door Sony Interactive Entertainment voor de PlayStation 4 en PlayStation 5. Het hack and slashspel is uitgekomen op 9 november 2022.
Het spel bleek een commercieel succes: er werden in de eerste week 5,1 miljoen exemplaren van verkocht en werd het snelst verkopende computerspel in de geschiedenis van de PlayStation. Begin februari 2023 waren er inmiddels 11 miljoen exemplaren van het spel verkocht.

## Plot
Het is het vervolg op God of War uit 2018 en is het negende spel in de serie. Het spel is net als zijn voorganger gebaseerd op Noordse mythologie en bevat Kratos en zijn zoon Atreus (Loki). Ter afsluiting van het Noordse tijdperk van de serie, draait het spel om de eschatologische gebeurtenis.

## Ontvangst
| Recensiescore             | Recensiescore |
| Recensieverzamelaar       | Score         |
| ------------------------- | ------------- |
| Metacritic                | 94% (PS5)     |
| Publicist                 | Score         |
| Destructoid               | 9             |
| Electronic Gaming Monthly | 5/5           |
| Eurogamer                 | Aanbevolen    |
| Game Informer             | 9,5           |
| GameSpot                  | 9             |
| IGN                       | 10            |

Ragnarök ontving zeer positieve recensies. Men prees het grafische gedeelte, de gameplay, het verhaal en de personages. Ook de verbeteringen ten opzichte van het voorgaande spel werden van harte ontvangen.
Op Metacritic, een recensieverzamelaar, heeft het spel een score van 94% voor de PS5-versie.

## Prijzen en onderscheidingen
Ragnarök won een Game of the Year-prijs bij de Titanium Awards en was ook genomineerd tijdens The Game Awards 2022, waar het prijzen won voor het Beste Verhaal, Beste Action/Adventure en Innovatie met betrekking tot toegankelijkheid. Het won ook de prijs voor Adventure Game of the Year tijdens de DICE Awards, en het spel ontving 15 nominaties tijdens de 19e British Academy Games Awards - de meeste nominaties die een spel daar ooit had gekregen - waarvan het zes prijzen won, waaronder de EE Game of the Year-prijs.